# Choutuppal
Choutuppal é uma vila no distrito de Nalgonda, no estado indiano de Andhra Pradesh.

## Demografia
Segundo o censo de 2001, Choutuppal tinha uma população de 14 071 habitantes. Os indivíduos do sexo masculino constituem 50% da população e os do sexo feminino 50%. Choutuppal tem uma taxa de literacia de 65%, superior à média nacional de 59,5%: a literacia no sexo masculino é de 73% e no sexo feminino 58%. Em Choutuppal, 15% da população está abaixo dos 6 anos de idade.